# بوم‌فلسفه

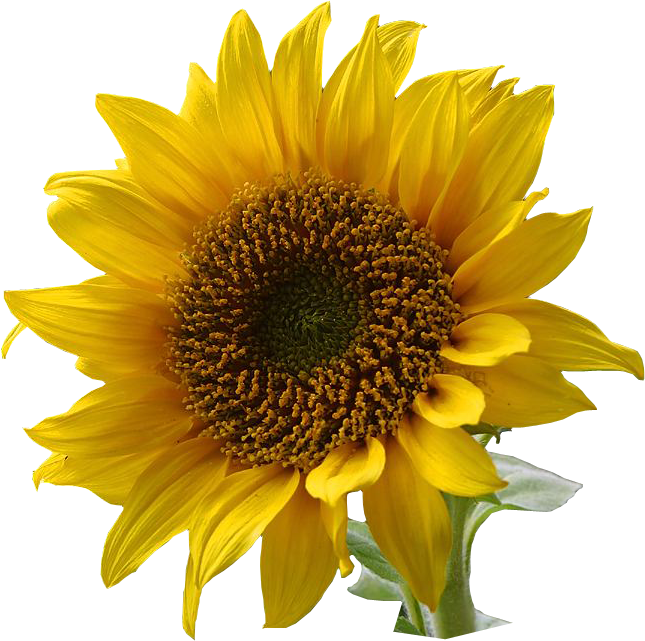
عکس تزئینی

بوم‌فلسفه یا اکوسوفی فلسفه‌ای برای هماهنگی یا تعادل بوم‌شناسی است. این اصطلاح توسط فیلسوف و روانکاو پساساختارگرایی فرانسوی، فلیکس گواتاری و پدر علم بوم‌شناسی ژرف‌نگر، آرنه نس ابداع شد.

## فلیکس گاتاری
بوم‌فلسفه همچنین به یک حوزه عملی اشاره دارد که توسط روانکاو، فیلسوف پساساختارگرا و فعال سیاسی فلیکس گاتاری معرفی شده‌است. استفاده از این واژه توسط گواتاری بود برای طرفداران لیبراریسم اجتماعی، که مبارزه آنها در قرن بیستم تحت سلطه پارادایم انقلاب اجتماعی قرار داشت، تا مباحث خود را در یک چارچوب بوم‌شناسی که ارتباط بین حوزه‌های اجتماعی و محیطی را می‌فهمد، جاسازی کند.
گواتاری معتقد است که دیدگاه‌های سنتی محیط زیست با حفظ تفکیک دوگانه سیستم‌های انسانی (فرهنگی) و غیرانسانی (طبیعی)، پیچیدگی رابطه بین انسان‌ها و محیط طبیعی آنها را پنهان می‌کند. او بوم‌فلسفه را به عنوان یک رشته جدید با رویکرد یگانه‌انگاری و کثرت‌گرا تبیین می‌کند؛ بنابراین، بوم‌شناسی به معنای گواتاریایی، مطالعه پدیده‌های پیچیده‌ای است، از جمله موضوع انسان، محیط و روابط اجتماعی، که همه آنها از نزدیک با هم مرتبط هستند. با وجود این تأکید بر اتصال، در طول نوشته‌های فردی و همکاری‌های مشهورتر او با ژیل دلوز، گوتاری در برابر خواست‌های کل‌گرایی مقاومت کرده‌است، ترجیح داده‌است بر ناهمگنی و تفاوت تأکید کند، مجموعه‌ها و کثرت‌ها را برای ردیابی ساختارهای ریزوم به جای ایجاد ساختارهای یکپارچه و جامع، ترکیب کند.